# Горњи Бараћи
Горњи Бараћи су насељено мјесто у општини Мркоњић Град, Република Српска, БиХ. Према попису становништва из 1991. у насељу је живјело 316 становника.

## Географија
Налазе се на надморској висини од 778 метара и удаљени су 27 километара од Мркоњић Града.

## Историја
До 1963. године, Бараћи су били општина, која је тада укинута и припојена општини Мркоњић Град. Општину Бараћи чинило је 12 насељених мјеста: Герзово, Горња Пецка, Горња Подгорја, Горњи Бараћи, Доња Пецка, Доња Подгорја, Доњи Бараћи, Јасенови Потоци, Медна, Млиниште, Трново и Убовића Брдо. Ова општина је на попису из 1961. године имала 11.104 становника, а од тога 11.048 (99,49%) Срба.

## Становништво
Према службеном попису становништва из 1991. године, село Горњи Бараћи је имало 316 становника. Срби су чинили око 99% од укупног броја житеља.
Село се данас налази у оквиру мјесне заједнице Бараћи, која је 1991. године имала 1.029 становника.
| Националност       | 1991. | 1981. | 1971. | 1961. | 1953.           | 1948.           |
| Срби               | 314   | 483   | 640   | 770   |                 |                 |
| Југословени        |       | 6     |       |       |                 |                 |
| Хрвати             | 1     |       |       |       |                 |                 |
| остали и непознато |       |       | 3     | 2     |                 |                 |
| Укупно             | 315   | 489   | 643   | 772   | 5.337 (општина) | 3.308 (општина) |